# Szuwajha
Szuwajha (arab. شويحة) – wieś w Syrii, w muhafazie Aleppo. W 2004 roku liczyła 1375 mieszkańców.